# Fontenelle (månekrater)
Fontenelle er et nedslagskrater på Månen. Det befinder sig på den nordlige halvkugle på Månens forside langs den nordlige rand af Mare Frigoris. På grund af dets placering får perspektivisk forkortning Fontenelle til at synes aflangt, når det ses fra Jorden. Det er opkaldt efter den franske forfatter Bernard Fontenelle (1657 – 1757).
Navnet blev officielt tildelt af den Internationale Astronomiske Union (IAU) i 1935. 

## Omgivelser
Nordøst for Fontenellekrateret ligger de tilbageværende rester af Birminghamkrateret. Syd for Fontenelle ligger et lille krater i maret, omgivet af et tæppe af materiale med høj albedo. Dette krater udviser lighed med Linnékateret i Mare Serenitatis, der ligger ca. 15 km nord-nordvest for "Fontenelle G", og er ikke selvstændigt navngivet.
Øst herfor ligger en usædvanlig geometrisk dannelse i overfladen. Den er blevet kendt under navnet "Mädlers firkant" efter selenografen Johann Mädler. Dannelsen er nogenlunde kvadratisk, men ses rombeformet på grund af perspektivisk forkortning. Denne dannelse er bemærket i mange tidlige bøger om Månen.

## Karakteristika
Kraterranden er nogenlunde cirkulær, man dens kant er irregulær og udviser visse steder mange indhak. Det gælder især mod sydvest og øst. Randen hæver sig over overfladen af Mare Frigoris, og en dorsum løber adskillige kraterdiametre i sydøstlig retning fra randen. Den vestlige rand slutter sig til meget ujævnt terræn mod vest og nordvest.
Fontenellekraterets indre har et rynket udseende langs den nordlige rand. Der findes en lav og bred central bakke i kraterets midte og vest herfor er overfladen noget ujævn. Der findes kun få småkratere i kraterbunden.

## Satellitkratere
De kratere, som kaldes satellitter, er små kratere beliggende i eller nær hovedkrateret. Deres dannelse er sædvanligvis sket uafhængigt af dette, men de får samme navn som hovedkrateret med tilføjelse af et stort bogstav. På kort over Månen er det en konvention at identificere dem ved at placere dette bogstav på den side af satellitkraterets midte, som ligger nærmest hovedkrateret. Fontenellekrateret har følgende satellitkratere:
| Fontenelle | Længde  | Bredde  | Diameter |
| ---------- | ------- | ------- | -------- |
| A          | 67,5° N | 16,1° V | 21 km    |
| B          | 61,9° N | 23,0° V | 14 km    |
| C          | 64,4° N | 27,2° V | 13 km    |
| D          | 62,5° N | 23,4° V | 17 km    |
| F          | 64,4° N | 28,2° V | 11 km    |
| G          | 59,5° N | 18,3° V | 4 km     |
| H          | 64,1° N | 20,1° V | 6 km     |
| K          | 69,6° N | 15,6° V | 7 km     |
| L          | 66,5° N | 16,6° V | 6 km     |
| M          | 63,1° N | 28,8° V | 9 km     |
| N          | 64,0° N | 29,7° V | 8 km     |
| P          | 64,1° N | 17,2° V | 6 km     |
| R          | 64,3° N | 18,8° V | 6 km     |
| S          | 65,3° N | 26,7° V | 7 km     |
| T          | 66,3° N | 25,7° V | 7 km     |
| X          | 60,5° N | 27,8° V | 7 km     |

## Måneatlas
- Billeder af Fontenellekrateret i LPI-måneatlasset